# Bleib bei uns, denn es will Abend werden
Bleib bei uns, denn es will Abend werden (BWV 6) is een religieuze cantate gecomponeerd door Johann Sebastian Bach. Mogelijk is deze cantate een bewerking van een eerdere (verloren gegane) cantate die Bach componeerde in zijn tijd in Köthen.

## Programma
De cantate is geschreven voor Tweede Paasdag en was voor het eerst te horen op 2 april 1725. Op Tweede Paasdag wordt gebruikelijk het verhaal van de Emmaüsgangers gelezen in de kerk: twee mannen die na de dood van Jezus van Jeruzalem terug naar Emmaüs lopen en onderweg een onbekende man tegenkomen die ze aanvankelijk niet herkennen, maar later de opgestane Jezus blijkt te zijn.
Deze cantate behoort tot de tweede cantatejaargang.
Bijbellezingen:
- Lucas 24 (verhaal van de Emmaüsgangers)

## Opbouw van de cantate
1. Koor: "Bleib bei uns, denn es will Abend werden"
2. aria: "Hochgelobter Gottessohn"
3. Koraal: "Ach bleib bei uns, Herr Jesu Christ"
4. Recitatief: "Es hat die Dunkelheit an vielen Orten"
5. Aria: "Jesu, laß uns auf dich sehen"
6. Koraal: "Beweis dein Macht, Herr Jesu Christ"

## Tekst
Het openingskoor zingt letterlijk citaat uit het Bijbelboek Lucas. De tekst van het eerste koraal (no.3) is in 1611 geschreven door Nikolaus Selnecker (volgens andere bronnen Nikolaus Hermann), de tekst van het slotkoraal (no. 6) is in 1542 geschreven door Maarten Luther De aria's en het recitatief zijn van een onbekende dichter.

## Muzikale bezetting
De cantate is gecomponeerd voor koor, vier solisten (sopraan, alt, tenor en bas) en als muzikale begeleiding een trompet, twee hobo's, twee hobo da caccia's, twee violen, altviool, cello piccolo en basso continuo.

## Toelichting
In het openingskoor vraagt het koor om de onbekende man (die later Jezus blijkt te zijn) om te blijven, omdat het avond geworden en de dag spoedig voorbij zal zijn. Het vragende is te horen door lang aangehouden noten en met het langzame tempo geeft Bach aan dat het avond geworden is. Het openingskoor is in een ABA-vorm geschreven: na een langzaam begin volgt een iets sneller middengedeelte, een korte fuga, waarna het koor eindigt in de langzame stijl van het begin. In de alt-aria "Hochgelobter Gottessohn" speelt de hobo een opvallende rol. Naast hobo wordt de alt begeleid door het basso continuo. Het koraal "Ach bleib bei uns, Herr Jesu Christ" is gecomponeerd voor cello piccolo en basso continuo. Bach zou die koraal later bewerken tot een orgelkoraal (BWV 649). In het bas-recitatief "Es hat die Dunkelheit" is het contrast tussen licht en donker te horen. Het recitatief begint in het donker ("Dunkelheit") en eindigt in het licht (Drum hast du auch den Leuchter umgestoßen). De tenoraria "Jesu, laß uns auf dich sehen" is geschreven voor violen, altviool en basso continuo. Het korte en eenvoudige slotkoraal ten slotte is voor het volledige koor en orkest.